# Dom Habsbursko-Lotaryński
Dom Habsbursko-Lotaryński – oficjalna nazwa dynastii habsbursko-lotaryńskiej, będącej bezpośrednią kontynuacją i następczynią dynastii Habsburgów. Często utożsamiana ze swoją poprzedniczką, traktowana jest często jako linia rodu. Dynastia powstała w wyniku ślubu Marii Teresy von Habsburg oraz Franciszka I Stefana von Lothringen (Lotaryńskiego) w 1736. Stąd też pochodzi nazwa „Dom Habsbursko-Lotaryński” (Haus Habsburg-Lothringen).

## Linia cesarsko-królewska

Herb dynastii przyjęty przez Franciszka II (I)

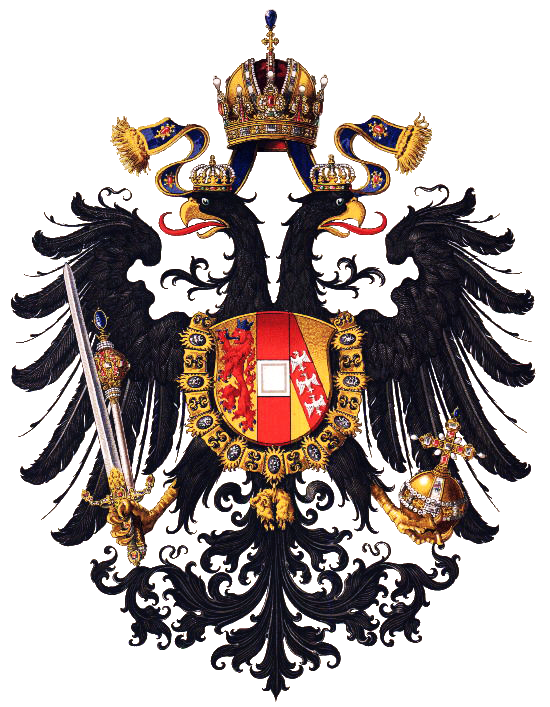
Herb Cesarstwa Austrii

Potomkowie Franciszka I Lotaryńskiego i Marii Teresy nosili tytuł cesarzy rzymskich narodu niemieckiego do 1806, gdy Franciszek II po powstaniu Związku Reńskiego (będącego pod protektoratem Napoleona Bonapartego) abdykował. Dwa lata wcześniej przyjął tytuł cesarza Austrii. Na tronie cesarskim Austrii (do tytułu wchodziły również godności m.in.: króla Czech, króla Węgier, króla Chorwacji, Slawonii i Dalmacji, króla Galicji i Lodomerii, a także do 1866 króla Lombardii i Wenecji) jego potomkowie zasiadali do 1918. Z linii tej pochodzą m.in. cesarz Józef II, reformator monarchii Habsburskiej w duchu oświecenia, Maria Luiza, żona cesarza Francuzów Napoleona I Bonaparte. a także Franciszek Józef I, najdłużej panujący przedstawiciel rodu Habsburgów. Ostatnim władcą naddunajskiej monarchii był wnuk jego brata, Karol I (zm. 1922). Obecnie spadkobiercą praw do utraconych tronów jest wnuk Karola, Karol Tomasz Habsburg (ur. 1961). Z linii tej wywodzi się też cesarz Meksyku Maksymilian I, młodszy brat Franciszka Józefa I. Powołany został na tron dzięki Napoleonowi III w 1864, utracił go wraz z życiem w wyniku rewolucji trzy lata później.

## Linia modeńska
Od Ferdynanda – młodszego syna Marii Teresy – wywodzi się linia von Österreich-Este, która w latach 1803–1859 panowała w księstwie Modeny. Syn Ferdynanda odziedziczył tron po matce – Marii Beatrice d'Este, córki księcia Modeny Ercole III d'Este. Ostatnim z tej linii był Franciszek V, który w 1859 utracił swe księstwo w wyniku rewolucji. Zmarł bezpotomnie w 1875. Nazwisko Österreich-Este nosił później m.in. arcyksiążę Franciszek Ferdynand, austro-węgierski następca tronu. Jego zamordowanie w Sarajewie w 1914 stało się podstawą wybuchu I wojny światowej. Prawa należne linii przekazane zostały w 1917 roku arcyksięciu Robertowi, młodszemu synowi cesarza Karola I i jego potomkom.

## Linia toskańska
Od Ferdynanda III, młodszego syna Leopolda II, wywodzi się linia von Österreich-Toskana, panująca w Wielkim Księstwie Toskanii do 1860. Dziś pretendentem do tego tronu jest arcyksiążę Leopold Franciszek (ur. 1942).

## Linia węgierska
Linia Erzherzog Joseph wywodzi się od palatyna Węgier – arcyksięcia Józefa, jednego z synów cesarza Leopolda II. Jej przedstawiciele żyją do dziś.

## Linia cieszyńsko-żywiecka
Linia von Österreich-Teschen wywodzi się od Karola – kolejnego młodszego syna Leopolda II. Jego potomkowie nosili tytuł książąt Cieszyna. Byli także właścicielami Żywca.

## Linie morganatyczne
Z morganatycznych małżeństw kilku arcyksiążąt wywodzą się rodziny arystokratyczne: 
- Książęta von Hohenberg, wywodzi się od arcyksięcia Franciszka Ferdynanda i czeskiej hrabianki, Zofii von Chotek,
- Hrabiowie von Meran, potomkowie arcyksięcia Jana (syn cesarza Leopolda II) i Anny Marii Ploch,
- Książęta von Altenburg, potomkowie arcyksięcia Karola Olbrachta z linii cieszyńsko-żywieckiej i Szwedki – Alicji Ankarcrony; przedstawicielką tej linii m.in. Maria Krystyna Altenburg, córka arcyksięcia Karola Olbrachta Habsburga.

## Władcy

### Książęta Lotaryngii i Baru
- 1729–1735 Franciszek I (cesarz)

### Królowie Niemiec i cesarze rzymscy
- 1745–1765 Franciszek I (cesarz)
- 1765–1790 Józef II (syn; cesarz od 1765)
- 1790–1792 Leopold II (brat; wielki książę Toskanii 1765-1790)
- 1792–1806 Franciszek II (I) (syn; cesarz; abdykował cesarz Austrii 1804-1835)

### Wielcy Książęta Toskanii
- 1737–1765 Franciszek I (cesarz)
- 1765–1790 Leopold II (syn; cesarz od 1790)
- 1790–1824 Ferdynand III (syn)
- 1824–1859 Leopold II (syn; zm. 1870)
- 1859 Ferdynand IV (syn; tytularny książę, zm. 1908)

### Książęta Modeny
- 1771–1806 Ferdynand (syn Franciszka I)
- 1806–1846 Franciszek IV (syn)
- 1846–1859 Franciszek V (syn; zm. 1875)

### Cesarze Austrii
- 1804–1835 Franciszek I (syn Leopolda II)
- 1835–1848 Ferdynand I (syn; zm. 1875)
- 1848–1916 Franciszek Józef I (wnuk Franciszka I)
- 1916–1918 Karol I (praprawnuk Franciszka I; zm. 1922)

### Księstwo Parmy
- 1814–1847 Maria Ludwika Austriaczka (córka Franciszka II(I))

### Cesarze Meksyku
- 1864–1867 Maksymilian (brat Franciszka Józefa I)

### Książęta cieszyńscy
- 1804–1847 Karol (syn cesarza Leopolda II)
- 1847–1895 Albrecht (syn)
- 1895–1918 Fryderyk (bratanek; zm. 1936)